# Ljubov' Timofeevna Kosmodem'janskaja
Ljubov' Timofeevna Kosmodem'janskaja, nata Čurikova (in russo Любовь Тимофеевна Космодемьянская?; Černavka, 21 settembre 1900 – Mosca, 7 maggio 1978), è stata un'attivista sovietica, madre degli Eroi dell'Unione Sovietica Zoja Kosmodem'janskaja e Aleksandr Kosmodem'janskij.
Dopo la morte dei due figli nella Seconda guerra mondiale, Ljubov' Kosmodem'janskaja si dedica ad un'instancabile opera di testimonianza pacifista, che la porta a partecipare al Congresso mondiale della pace di Parigi del 1949 e a tenere conferenze in scuole, università, fabbriche, caserme e navi da guerra di molti Paesi del blocco sovietico.
Il suo libro del 1950 Racconto di Zoja e Šura (in russo Повесть о Зое и Шуре?) viene ristampato numerose volte anche all'estero.
A Ljubov' Kosmodem'janskaja è dedicato l'asteroide 2072 Kosmodemyanskaya.